# Балталиманъ
Балталиманъ (на турски: Baltalimanı) е квартал в залива на европейския бряг на Босфора, в район Саръйер в Истанбул, Турция. Името означава „пристанище за брадва“ на турски.
Мястото е известно с Договора от Балта Лиман, подписан между Великобритания и Османската империя през 1838 г.